# 10 Summers
Singles
1. Down On Me
Sortie : 13 mai 2014

10 Summers est le premier album studio du rappeur américain DJ Mustard, sorti le 11 aout 2014.

## Liste des titres
Tous les titres sont produits par DJ Mustard.
| No  | Titre                                                         | Contient un (des) sample(s) de                                                        | Durée |
| --- | ------------------------------------------------------------- | ------------------------------------------------------------------------------------- | ----- |
| 1.  | Low Low (featuring Nipsey Hussle, TeeCee4800 et RJ)           |                                                                                       | 2:36  |
| 2.  | Ghetto Tales (featuring Jay 305 et TeeCee4800)                | Change the Beat (Female Version) par Beside                                           | 3:08  |
| 3.  | Throw Your Hood Up (featuring Dom Kennedy, La Royce et RJ)    |                                                                                       | 4:38  |
| 4.  | No Reason (featuring Jeezy, YG, Nipsey Hussle et RJ)          | Act Right de Yo Gotti par Jeezy et YG                                                 | 3:31  |
| 5.  | Giuseppee (featuring Jeezy, 2 Chainz et Yo Gotti)             |                                                                                       | 3:50  |
| 6.  | Face Down (featuring Lil Wayne, Lil Boosie, Big Sean et YG)   |                                                                                       | 4:27  |
| 7.  | Down on Me (featuring 2 Chainz et Ty Dolla Sign)              | The Motto par Drake                                                                   | 4:04  |
| 8.  | Can’t Tell Me Shit (featuring Iamsu! et AKAFrank)             |                                                                                       | 3:11  |
| 9.  | Tinashe Checks In (Interlude) (featuring Tinashe)             | Paranoid par Ty Dolla Sign et Joe Moses Up Down (Do This All Day) par T-Pain et B.o.B | 1:59  |
| 10. | 4 Digits (featuring Fabolous et Eric Bellinger)               | Now I Lay Me Down to Sleep (traditionnel)                                             | 3:11  |
| 11. | Ty Dolla $ign Checks In (Interlude) (featuring Ty Dolla Sign) | Show Me par Kid Ink et Chris Brown My Nigga par YG, Jeezy et Rich Homie Quan          | 1:08  |
| 12. | Deep (featuring Rick Ross, Wiz Khalifa et TeeFlii)            | Somethin' 4 Tha Mood par DJ Quik                                                      | 3:37  |

## Classements
| Classement (2014)                 | Meilleure position |
| --------------------------------- | ------------------ |
| États-Unis Billboard 200          | 143                |
| États-Unis Top R&B/Hip-Hop Albums | 20                 |
| États-Unis Top Rap Albums         | 14                 |